# Valerin Carabali
Valerin Carabali, född 25 oktober 2000, är en colombiansk volleybollspelare (center).
Carabali spelar med Colombias landslag och har med dem tagit silver vid sydamerikanska mästerskapen 2019 och 2021. Hon spelade också i VM 2022. Hon har spelat med klubbar i Colombia, Ungern och Frankrike.